# Christian Søren Marcus Olrik
Christian Søren Marcus Olrik (13. října 1815, Qaqortoq – 14. prosince 1870, Frederiksberg) byl dánsko-grónský učitel, zoolog, botanik, obchodník a inspektor severního Grónska.

## Životopis
Byl synem obchodníka a lihovarníka Vilhelma Mathiase Olrika (1780–1833) a Ley Kirstine Geraae (1794–1828). Jeho matka byla vnučkou Anderse Olsena (1718–1786), který v Grónsku založil řadu měst, a byla tedy poloviční Gróňankou, neboť manželky obou jejích dědů byly Inuitky.
V roce 1833 Olrik absolvoval kodaňskou občanskou školu a poté se stal učitelem v dánském hlavním městě. V roce 1846 byl jmenován inspektorem Severního Grónska. Olrik neměl žádné zkušenosti s administrativní prací, právem ani ekonomikou, ale jeho vlivná rodina mu pravděpodobně přispěla k získání této práce. 20 let zastával tuto funkci a v létě i v zimě cestoval po svém inspektorátu. Byl považován za energického a výkonného, respektovaného a váženého. Byl členem Grónské obchodní komise založené v roce 1863, kde se zasazoval o soběstačnost grónského hospodářství. Byl oblíbenou kontaktní osobou pro vědecké expedice do Grónska. Jeho zájem o zoologii a botaniku vyústil ve sbírku rostlin, která zahrnovala mnoho rostlin z ostrova Disko. Po propuštění v roce 1866 se stal vysokým úředníkem Královské grónské obchodní společnosti a v roce 1869 jejím prvním ředitelem. Kromě toho byl členem různých zahraničních spolků a v roce 1860 soudním radou.

## Pocta
Na jeho počest byl pojmenován ostrov v kanadském Nunavutu, který dnes nese název Otrick Island, což mohlo vzniknout chybou při přepisu. Kromě toho nesou Olrikovo jméno následující živočišné druhy:
- Ulcina olriki Lütken, 1876, broníkovití
- Diplocotyle olriki Krabbe, 1874, tasemnice
- Platybdella olriki Malm, 1863, pijavice[2]